# Playknappar på Youtube
Playknappar (engelska: YouTube Play Buttons; officiellt YouTube Creator Awards) är en serie utmärkelser från videogemenskapen YouTube, vars syfte är att uppmärksamma plattformens mest populära kanaler. Utmärkelsen finns i flera nivåer, vilket baseras på kanalens antal prenumeranter.

## Nivåer
Olika förmåner kan ges till användare, beroende på hur många prenumeranter kanalen uppnått. Fram till mars 2021 hade YouTube ytterligare tre lägre nivåer:
- Grafit tilldelades kanaler med 1 − 999 prenumeranter. Anpassade URL-adresser är tillgängliga efter hundra prenumeranter.
- Opal tilldelades kanaler med 1 000 − 9 999 prenumeranter. Detta är minimumet för att vara med i YouTube Partner Program.
- Brons tilldelades kanaler med 10 000 − 99 999 prenumeranter. Detta är bland annat minimumet för att vara med i YouTube NextUp program.

Efter att en användare har passerat ovanstående nivåer, tilldelas ett diplom i metall som är stylat i färg och form som respektive nivås namn:
- Silverknappen (officiellt Silver Creator Award) tilldelas kanaler med 100 000 prenumeranter.
- Guldknappen (officiellt Gold Creator Award) tilldelas kanaler med 1 000 000 prenumeranter.
- Diamantknappen (officiellt Diamond Creator Award) tilldelas kanaler med 10 000 000 prenumeranter.
- Custom-knappen (officiellt Custom Creator Award) tilldelas kanaler med 50 000 000 prenumeranter.
- Röda diamantknappen (officiellt Red Diamond Creator Award) tilldelas kanaler med 100 000 000 prenumeranter.